# Яцкина, Галина Ивановна
Галина Ивановна Яцкина (16 июня 1944, Махачкала, Дагестанская АССР, РСФСР, СССР — 10 марта 2024) — советская и российская актриса театра и кино, педагог, кандидат наук. Заслуженная артистка РСФСР (1980). Незадолго до кончины приняла постриг в схиму с именем Вера.

## Биография
Родилась 16 июня 1944 года в Махачкале. Окончила Театральное училище им. Б. Щукина (курс Бориса Захавы) и аспирантуру при этом же училище (1979).
- В 1966—1967 годах — актриса театра им. К. С. Станиславского.
- С 1967 года — актриса академического театр им. Маяковского.
- С 1973 года — актриса театра им. Ленинского комсомола.
- С 1977 года — член КПСС[2]. Была секретарём парторганизации Щукинского училища[3]
- С 1979 года — педагог кафедры актёрского мастерства Театрального училища имени Б. Щукина. Среди её учеников — Сергей Маковецкий, Максим Суханов, Сергей Жигунов, Светлана Копылова и др[4]
- С 1991 года до своей смерти — основатель и генеральный директор студии «Киноконтакт»

Последние годы жизни посвятила себя созданию документально-игровых фильмов православной направленности и вместе с сыном ездила с благотворительными выступлениями в рамках кинолектория «ПОД СОЛНЦЕМ». Скончалась 10 марта 2024 года в возрасте 79 лет, приняв постриг в схиму с именем Вера..

## Личная жизнь
- Первый муж — Владимир, инженер. Познакомились на съёмках «Половодья», где он также снимался в эпизоде. Брак продлился два года и распался, когда Галина увлеклась режиссёром Леонидом Головней, с которым познакомилась на съёмках «Эха далёких снегов».
- Второй муж (1972—1976) — Леонид Головня, режиссёр.
  - Сын — Василий Леонидович Яцкин (род. 1972), режиссёр, сценарист, актёр, православный миссионер.
- Третий муж — Феликс, заведующий отделом ЦК комсомола. Через четыре года скоропостижно скончался от инфаркта.
- Четвёртый муж (конец 80-х годов) — финский бизнесмен по имени Матти. Свидетелем на свадьбе стал Никита Михалков, которого с Матти связывали деловые отношения со времени создания кинофильма «Урга — территория любви». Молодожёны не только расписались, но и повенчались. Однако из-за финансовых проблем Матти тайно покинул Россию. О том, куда он переехал, не знала даже сама Галина.

## Творчество

### Фильмография
| Год  |     | Название                           | Роль                    |
| ---- | --- | ---------------------------------- | ----------------------- |
| 1962 | ф   | Половодье                          | Даша Стрешнева          |
| 1966 | ф   | Женщины                            | Алевтина Ягодкина (Аля) |
| 1968 | ф   | Четвёртый папа                     | Феничка                 |
| 1968 | ф   | Удар! Ещё удар!                    | Женя Струмилина         |
| 1969 | ф   | Эхо далёких снегов                 | Ирина                   |
| 1970 | ф   | Отзвуки прошлого                   | радиооператор           |
| 1971 | ф   | Конец Любавиных                    | Клавдия                 |
| 1971 | ф   | Неожиданное рядом                  | Тина Барышева           |
| 1971 | ф   | Что делать?                        | Вера                    |
| 1974 | ф   | Здравствуйте, доктор!              | Нина                    |
| 1974 | ф   | Пир во время чумы                  | Луиза                   |
| 1976 | ф   | Слово для защиты                   | Ирина                   |
| 1978 | ф   | Уроки французского                 | мать Володи             |
| 1980 | ф   | Возьму твою боль                   | Тася Батрак             |
| 1982 | ф   | Человек, который закрыл город      | Чекурова                |
| 1983 | ф   | Люди и дельфины                    | Джанай                  |
| 1986 | ф   | Тайное путешествие эмира           | Дарья                   |
| 1988 | ф   | Ожог                               | Лидия                   |
| 1989 | ф   | Бывший папа, бывший сын            | Клава                   |
| 1990 | ф   | Провинциалки                       | Лидия Андреевна         |
| 1991 | ф   | Рогоносец                          | жена                    |
| 2007 | док | Всенародная актриса Нина Сазонова  | камео                   |
| 2008 | ф   | Блаженная                          | горничная               |
| 2009 | ф   | Огни большого города               | камео                   |
| 2012 | док | Натали                             | камео                   |
| 2016 | док | Инна Макарова. Предсказание судьбы | камео                   |

### Режиссёр
- 2005 — Под солнцем (короткометражный)[6][3]
- 2012 — Натали (документальный)

### Продюсер
- 2005 — Под солнцем[6][3]

## Признание и награды
- Лауреат премии Московского комсомола
- Лауреат Всесоюзного кинофестиваля в номинации «Премии за актёрскую работу» за 1977 год[7].
- Заслуженная артистка РСФСР (1980).
- Приз им. скульптора Сергея Конёнкова на IV Всероссийском кинофестивале актёров-режиссёров «Золотой Феникс» (2011, Смоленск, документальный фильм «Русский офицер»)[8].